# Stadion Františka Kloze
Het Stadion Františka Kloze is een voetbalstadion in de Tsjechische stad Kladno. Het stadion is geopend in 1914 en is de thuishaven van de Divize B-club SK Kladno. Het stadion is vernoemd in 1969 František Kloz, een overleden voetballer die jarenlang voor SK Kladno speelde.
Andrův stadion (SK Sigma Olomouc) ·
Ďolíček (Bohemians Praag 1905) ·
Fotbalový stadion Střelecký ostrov (SK Dynamo České Budějovice) ·
Letní stadion (FK Pardubice) ·
Malšovická aréna (FC Hradec Králové) ·
Městský stadion (MFK Karviná) ·
Městský stadion (FK Mladá Boleslav) ·
Městský stadion v Ostravě-Vítkovicích (FC Baník Ostrava) ·
Městský fotbalový stadion Miroslava Valenty (1. FC Slovácko) ·
Na Julisce (FK Dukla Praag) ·
Stadion Na Stínadlech (FK Teplice) ·
Fortuna arena (SK Slavia Praag) ·
Stadion města Plzně (FC Viktoria Pilsen) ·
Stadion Sparty na Letné (AC Sparta Praag) ·
Stadion Střelnice (FK Jablonec) ·
Stadion u Nisy (FC Slovan Liberec)
Andrův stadion (SK Sigma Olomouc „B“) ·
Letná (FC Zlín) ·
Městský fotbalový stadion Srbská (FC Zbrojovka Brno) ·
Městský stadion (Slezský FC Opava) ·
Městský stadion v Kotlině (FK Varnsdorf) ·
Městský stadion v Ostravě-Vítkovicích (FC Baník Ostrava „B“) ·
Hřiště v Kvapilově ulici (FC Silon Táborsko) ·
Sportovní areál Drnovice (MFK Vyškov) ·
Sportovní areál Na Chvalech (SK Slavia Praag "B") ·
Stadion FK Viktoria Žižkov (FK Viktoria Žižkov / AC Sparta Praag „B“) · 
Stadion SK Líšeň (SK Líšeň 2019) ·
Stadion v Jiráskově ulici (FC Vysočina Jihlava) ·
Stadion v Kollárově ulici (FC Sellier & Bellot Vlašim) ·
Stadion Za Místním nádražím (1. SK Prostějov) ·
Stadion Za Vodojemem (MFK Chrudim) ·
Stadion Evžena Rošického · Strahovstadion